# Keystone City
Keystone City è una città immaginaria dell'universo fumettistico DC. Nello specifico è sia la casa del Flash originale, Jay Garrick, che del terzo Flash, Wally West. Comparve per la prima volta negli anni quaranta nella serie originale di Flash Comics.
Nei fumetti, Keystone è stata descritta come "la capitale dei colletti blu degli Stati Uniti" e come un grande centro industriale.

## Ubicazione
L'ubicazione di Keystone nel corso degli anni è stata vaga, più o meno come altre città immaginarie della DC, quali Gotham City e Metropolis, sebbene molti scrittori l'hanno spesso mostrata come locata in Pennsylvania (dato che il soprannome di questo Stato in inglese è "the Keystone State"). Con l'avvento degli anni novanta, però, si affermò che Keystone si trova in Kansas, vicino al confine con il Missouri, adiacente a Central City. JSA n. 16 (novembre 2000) afferma esplicitamente che Keystone City si trova in Ohio, ma Flash vol. 2 n. 188 (settembre 2002) afferma che si trova in Kansas. In quest'ultimo, Flash costruisce un ponte che connette Keystone e Central City (un monologo interno vede scritto "Keystone City, Kansas. Central City, Missouri. Per sempre unite, e sotto la mia protezione".
Sotto il sistema del multiverso tra i primi anni sessanta fino all'avvento della Crisi sulle Terre infinite negli anni 1985-1986, Keystone City si trovava su Terra-2 (casa della Justice Society of America e dei personaggi della Golden Age dei fumetti), nello stesso spazio di Central City di Terra 1 (casa dei supereroi della Silver Age, dove Central City è la casa del Flash della Silver Age, Barry Allen). Con il cambiamento reso alla realtà immaginaria della DC a causa della Crisi, Keystone Central City divennero città gemelle.
Tre miglia la di fuori di Keystone c'è il Penitenziario di Iron Heights la prigione di massima sicurezza che ospita i super criminali spesso catturati da Flash.
Dietro la massiccia industria, Keystone è anche la casa della WKEY-TV, una stazione televisiva dove lavora la moglie di Wally West, Linda Park West.
Jakeem Williams (alias Jakeem Thunder della Justice Society of America) frequenta la Wilson High School di Keystone City, secondo JSA Classified n. 5.

## Storia
Originariamente, la città fu difesa negli anni quaranta dal Flash originale, Jay Garrick, contro criminali come il Violinista, il Pensatore, L'Ombra, e Turtle; coincidendo con la cancellazione nel nostro mondo di All-Star Comics (ultima sede in cui si videro le avventure di Jay Garrick, come parte della Justice Society of America), Garrick andò in pensione nei primi anni cinquanta dopo una pausa forzata della Justice Society originale a causa del Maccartismo. Nei primi anni sessanta, si vide uscire Garrick dal pensionamento nella storia, ormai classica, di "Flash dei due mondi", pubblicato in The Flash n. 123 (settembre 1961), dove riassunse i doveri di protettore di Keystone City.
Iniziando dalla fine degli anni ottanta, Keystone City divenne la casa di Wally West, il Flash attuale. La maggior parte dei criminali che riempiono la "Lista dei nemici di Flash|galleria dei nemici" di Wally includono il Mago del Tempo, Mirror Master, Capitan Boomerang e Gorilla Grodd, che cominciarono a dare noie a Keystone City invece che a Central City. Nel corso degli anni, molti di questi criminali fluttuarono tra gli atti criminali e il combattimento del crimine. Con gli eventi del crossover Crisi d'Identità, fu piuttosto evidente che fu causa di un criminale sotto lavaggio del cervello noto come Top.

## Futuro
In una storia dei Giovani Titani, Titans Tomorrow, ambientata dieci anni nel futuro, l'intera Keystone City è stata trasformata in un gigantesco museo dedicato a Flash.

## In altri media
- Nell'episodio Desideri della serie televisiva Smallville, si menzionò che Bart Allen e Clark Kent stavano sistemando una crisi a Keystone City.
- Nell'episodio Flash, l'eroe della serie animata Justice League Unlimited, si fa riferimento ad un'area "Central-Keystone", come citazione della città e alla sua gemella.
- Nel videogioco Batman: Arkham Asylum, Keystone City viene menzionata come il luogo dove Amadeus Arkham frequentò il college. Nel suo sequel Batman: Arkham City verrà menzionata da Hugo Strange assieme a Metropolis, pensando in futuro di farne dei centri detentivi per criminali, simili ad Arkham City. In Batman: Arkham Knight sparsi nel gioco ci sono dei cartelloni con pubblicità di Keystone City.